# Coliseu do Porto
O Coliseu Porto Ageas é uma sala de espetáculos localizada na cidade do Porto, em Portugal, e tem capacidade para até 4000 pessoas.
O edifício foi classificado como Monumento de Interesse Público pela Portaria n.º 637/2012, de 2 de novembro de 2012, publicada em Diário da República.

## História
A construção iniciou-se em 1937 com as propostas apresentadas por José Porto, Jan Wils e a reprovada proposta de Júlio José de Brito.
Em 1939 Cassiano Branco é convidado a resolver o projecto e, reutilizando a caixa muraria já construída que delimita a sala de espectáculos, palco e corredores, reorganiza a articulação vertical do edifício, da mesma forma que investe na sucessão dos espaços de entrada.
Com projecto, em estilo Arte Deco, dos arquitectos Cassiano Branco e Júlio de Brito pertencendo à Companhia de Seguros Garantia, o coliseu foi inaugurado a 19 de dezembro de 1941, com um concerto da Sinfónica Nacional, dirigida pelo maestro Pedro de Freitas Branco.
Os primeiros esboços encontrados, que sugeriam a construção de uma grande Casa de Espetáculos, datam do ano de 1911. Ao primeiro impulsionador do projeto, João José da Silva, juntaram-se outros notáveis da cidade: Raúl Marques, Adélio Vaz, Conde da Covilhã e Joaquim José de Carvalho. Inesperadamente, é numa época em que existe uma conjuntura mundial de extrema insegurança que o projeto avança. O Coliseu do Porto demorou apenas 22 meses a ser construído e custou 11 mil contos, um elevado custo para a época. Em 1937, surgem os primeiros esquissos do edifício pelo arquiteto José Porto, que rapidamente abandona o projeto. Seguem-se vários outros nomes como o Yan Wills, arquiteto holandês, fez esboços que ficaram sem efeito. E Júlio de Brito viu os seus estudos serem recusados pela Comissão de Estética da Câmara Municipal do Porto. Em 1939, Cassiano Branco assume o cargo de arquitecto dirigente e conta com a colaboração de Júlio de Brito, com quem mais tarde viria a entrar em conflito. Cassiano Branco já na frente, decide resolver o projeto, reutilizando a caixa muraria já construída que delimita a sala de espetáculos, palco e corredores, reorganiza a articulação vertical do edifício, da mesma forma que investe na sucessão dos espaços de entrada, elementos bem patentes na valorização do alçado do Coliseu. Visando a expressão permanente de um espetáculo de formas arquitetónicas, o arquiteto articula um desenho assimétrico da fachada, que joga com a torre sobrepujada e a pala sobre a entrada. Interiormente, a sala de espetáculos, desenhada em forma de ferradura, reforça a ideia conceptual de dinâmica espacial patente na conceção do edifício, conclui a portaria, assinada pelo ex-secretário de estado da Cultura, Francisco José Viegas.

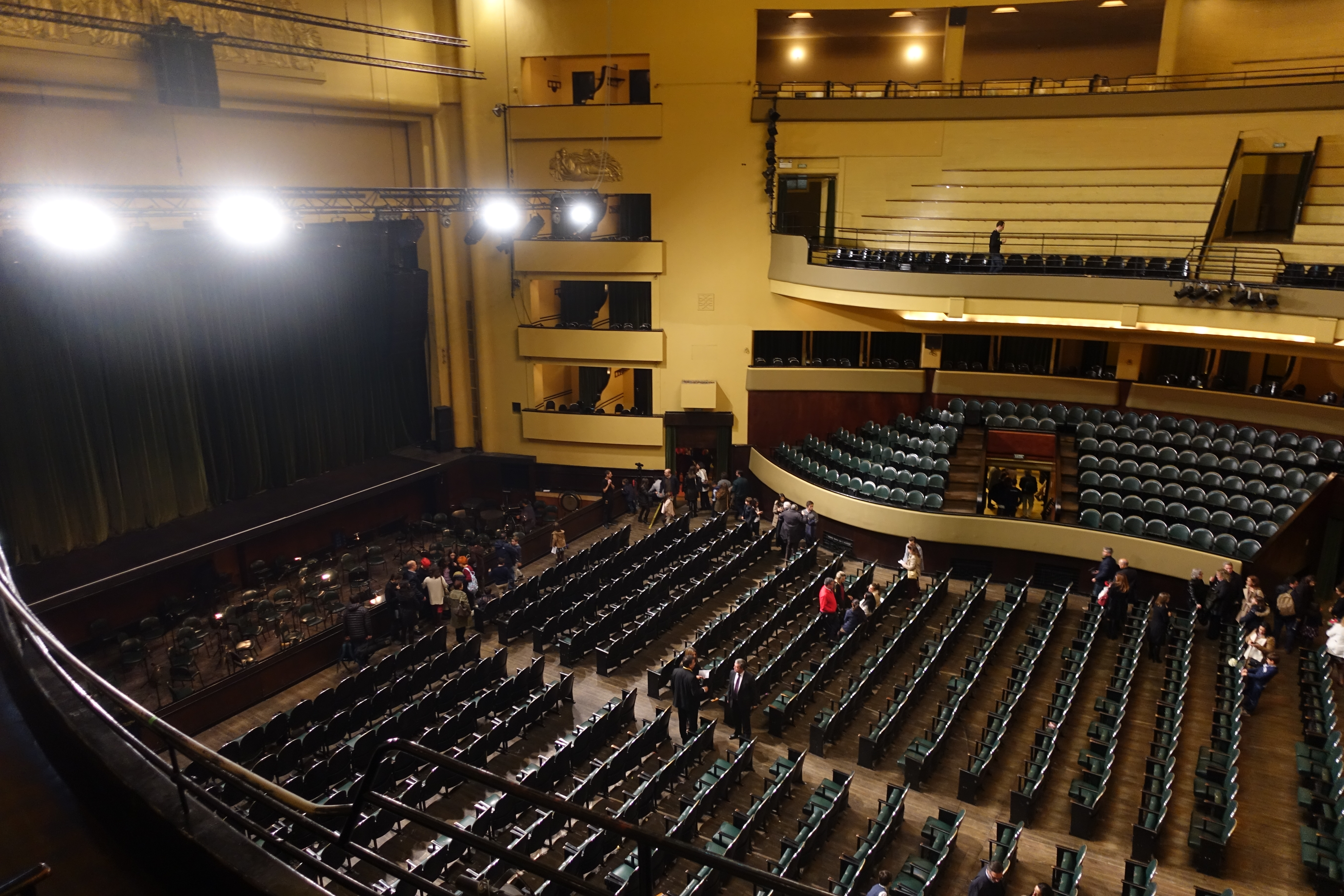
Sala principal

O design de interiores não tem uma autoria muito clara. Charles Cicles, autor de diversos teatros de Paris, terá entrado no projeto e elaborou desenhos para o Coliseu mas, aparentemente, só os candeeiros e as portas foram aproveitados e o arquiteto nunca foi remunerado. Seguiu-se Mário Abreu que projetou o interior e fez alterações na sala principal, nas escadarias, na torre da fachada, que deveria ser envidraçada, e eliminou o néon verde, vermelho e branco que acompanharia todo o edifício. Após uma série de vicissitudes e de passar por diversos arquitetos, engenheiros e empreiteiros, o Coliseu do Porto acaba por ser finalizado em 1941, num estilo moderno que de imediato se tornou uma referência arquitetónica. Um edifício vanguardista que veio marcar de forma indelével a baixa do Porto e o coração de todos os portuenses.
Em plena II Guerra Mundial, o Coliseu do Porto abriu as portas, com todas as honras e com todo o patriotismo inerente ao Estado Novo. O Sarau de Gala constituiu um grande acontecimento cultural e social da cidade, com a presença das personalidades da época, num ambiente sofisticado e de grande elegância. Seguiu-se um concerto pela Orquestra da Emissora Nacional, dirigida pelo Maestro Pedro de Freitas Branco. A jovem, e já consagrada pianista, Helena Moreira de Sá e Costa interpretava o 1.º Concerto para Piano e Orquestra, de Felix Mendelsshon. Antes, porém, a atriz Aura Abranches viu o seu discurso ser interrompido por uma assistência de 3500 pessoas que aplaudiam o nome de Salazar e lançavam vivas a Portugal. À uma da manhã acabou o concerto. Seguiu-se um baile de caridade e uma ceia, servida no hall.
Finalmente, a cidade do Porto passou a ter à sua disposição um espaço imponente e dotado de todos os luxos modernos. Um espaço aberto à arte e à cultura que se tornou o orgulho dos portuenses. Nos anos de 1941-1991 considerado Décadas de Glória, onde Talentos de todo o mundo pisavam o palco do Porto durante várias décadas. O Coliseu do Porto viveu sob as luzes da ribalta, proporcionando aos portuenses todo o tipo de espetáculos: ópera, dança, música clássica, música ligeira e popular, espetáculos de variedades, musicais, circo, festas de carnaval, réveillons, cinema, saraus e congressos.
No ano de 1995 a Companhia de Seguros AXA, então proprietária do imóvel, inicia negociações com a Igreja Universal do Reino de Deus, propondo-se esta última a comprar e a UAP a vender. Porém, várias personalidades ligadas à cultura, às artes e à autarquia local, promovem uma manifestação de repúdio à eventual transacção. Uma vez vetada pela autarquia, a transacção não se concretiza. Em Novembro de 1995, em escritura notarial outorgada entre a Câmara, a Área Metropolitana do Porto, a Secretaria de Estado da Cultura e a UAP, constitui-se uma associação sem fins lucrativos com a finalidade de adquirir o Coliseu e geri-lo como espaço de interesse cultural.
Em 28 de setembro de 1996 após um desfile de moda com Claudia Schiffer, um incêndio de origem indeterminada, destrói completamente a caixa do palco e provocando graves estragos na sala principal e nos camarins.
O Coliseu do Porto voltou a abrir as portas no dia 12 de Dezembro, com o tradicional espectáculo do Circo de Natal.
A recuperação completa da sala só estaria concluída dois anos mais tarde reabrindo ao público no dia 24 de novembro de 1998, com a ópera Carmen, de Bizet.
O ponto alto das comemorações do cinquentenário foi o Concerto Inaugural, que recriou o que tinha sido apresentado cinquenta anos antes, aquando da Gala de Abertura do Coliseu do Porto, desta vez interpretado pela Orquestra do Porto - Régie Cooperativa Sinfonia, dirigida pelo maestro Jan Lathan-Koenig. Este concerto trouxe de novo à sala do Coliseu a pianista Helena Moreira Sá e Costa, agora acompanhada pelo seu aluno, e também já pianista consagrado, Pedro Burmester. Para partilhar com o público a história e o património cultural e emocional do Coliseu do Porto, foi ainda exposta, no Salão Ático, uma mostra retrospetiva composta por fotos, postais ilustrados, programas de espetáculos, moedas, objetos, incluindo a primeira máquina de cinema portuguesa pertencente a Alves dos Reis, e o precioso espólio de partituras musicais do Arquivo do Salão Jardim Passos Manuel. A Orquestra do Salão Jardim Passos Manuel, formada a partir da descoberta destas partituras, apresentou-se no Salão Ático com um repertório invulgar, baseado nas músicas que outrora se tocavam e dançavam. Para completar e animar as comemorações, estiveram ainda presentes o Quarteto João Calheiros e The Dixie Gang, foi Um cinquentenário comemorado de forma grandiosa, à medida desta sala, que a cada espetáculo enche de emoção os espetadores.
Em 2016 o Coliseu recebeu 151 espetáculos que movimentaram 255 mil espectadores.
Em 2018, foi assinado um protocolo e contrato de patrocínio entre o Coliseu e o grupo segurador internacional Ageas. Com esta aproximação, a Ageas apoia o Coliseu com 900 mil euros em três anos, com possibilidade de renovação por igual período e valor. Durante esse tempo a sala passa a adotar o naming "Coliseu Porto Ageas".
Em abril de 2021, a Câmara do Porto e Ministério da Cultura suspenderam a concessão do Coliseu do Porto e assumem os custos de reabilitação avaliadas em 3,5 milhões de euros. As obras deverão demorar cerca de oito meses, estando ainda por determinar o tempo que o Coliseu estará fechado. A responsável revelou que as intervenções previstas vão incidir essencialmente na fachada, cobertura e torre. Este projeto acabou por não se concretizar.
Em Julho de 2022, a câmara do Porto aprovou por unanimidade a concessão do Coliseu a privados. 
Em fevereiro de 2023, o músico e advogado Miguel Guedes assumiu a Presidência do Coliseu Porto Ageas.